# Equazione di Gibbs-Duhem
In termodinamica, l'equazione di Gibbs-Duhem descrive la relazione tra variazioni nel potenziale chimico per componenti in un sistema termodinamico:
{\displaystyle \sum _{i=1}^{I}N_{i}\mathrm {d} \mu _{i}=-S\mathrm {d} T+V\mathrm {d} p}
dove:
- {\displaystyle N_{i}} è il numero di moli del componente i-esimo
- {\displaystyle \mathrm {d} \mu _{i}} il differenziale del potenziale chimico per il componente i-esimo
- S è l'entropia
- T è la temperatura
- V è il volume
- p la pressione.

Questa equazione mostra che nella termodinamica le variabili intensive non sono indipendenti ma collegate tra loro e permette una formulazione matematica degli stati termodinamici. Quando la temperatura e la pressione sono variabili, solo {\displaystyle I-1} dei {\displaystyle I} componenti ha valori indipendenti per il potenziale chimico e segue la regola delle fasi. L'equazione prende il nome da Willard Gibbs e Pierre Duhem.

## Derivazione
È possibile ricavare la derivazione dell'equazione di Gibbs-Duhem partendo dal differenziale totale dell'energia libera di Gibbs {\displaystyle G} nei termini delle sue variabili naturali, che risulta essere:
{\displaystyle \mathrm {d} G=\left.{\frac {\partial G}{\partial p}}\right|_{T,N}\mathrm {d} p+\left.{\frac {\partial G}{\partial T}}\right|_{p,N}\mathrm {d} T+\sum _{i=1}^{I}\left.{\frac {\partial G}{\partial N_{i}}}\right|_{p,T,N_{j\neq i}}\mathrm {d} N_{i}}.
con la sostituzione di due delle relazioni di Maxwell e la definizione del potenziale chimico, la relazione diventa:
{\displaystyle \mathrm {d} G=V\mathrm {d} p-S\mathrm {d} T+\sum _{i=1}^{I}\mu _{i}\mathrm {d} N_{i}}
sapendo che l'energia libera di Gibbs può essere riscritta nei termini del potenziale chimico e del numero di moli come:
{\displaystyle G=\sum _{i=1}^{I}\mu _{i}N_{i}}
e il differenziale totale di questa espressione risulta essere:
{\displaystyle \mathrm {d} G=\sum _{i=1}^{I}\mu _{i}\mathrm {d} N_{i}+\sum _{i=1}^{I}N_{i}\mathrm {d} \mu _{i}}
sottraendo le due espressioni dei differenziali totali si ottiene l'equazione di Gibbs-Duhem:
{\displaystyle \sum _{i=1}^{I}N_{i}\mathrm {d} \mu _{i}=-S\mathrm {d} T+V\mathrm {d} p}.

## Applicazioni
Normalizzando la precedente equazione rispetto alla dimensione del sistema, espresso ad esempio con il numero totale di moli, essa fornisce una relazione tra le variabili intensive del sistema. Per un sistema semplice con {\displaystyle I} componenti differenti, saranno presenti {\displaystyle I+1} parametri indipendenti, detti gradi di libertà. Per esempio se si prende un cilindro riempito di azoto puro a temperatura ambiente, circa 298 K, e 25 MPa, è possibile determinare la densità (258 kg/m3), l'entalpia (272 kJ/kg), l'entropia (5.07 kJ/K) o qualunque altra variabile termodinamica intensiva. Se invece il cilindro contiene una miscela di ossigeno e azoto, è necessario avere un dato aggiuntivo, come il rapporto tra le due sostanze.
Se sono presenti fasi multiple della specie chimica, i potenziali chimici delle due fasi sono uguali lungo le linee di cambiamento di fase. Combinando le espressioni dell'equazione di Gibbs-Duhem in ogni fase e assumendo che il sistema sia in equilibrio, cioè che la temperatura e la pressione sono costanti, è possibile ricavare la regola delle fasi.
Un'espressione utile si deriva quando si considerano soluzioni binarie: a pressione e temperatura costante diventa:
{\displaystyle 0=N_{1}\mathrm {d} \mu _{1}+N_{2}\mathrm {d} \mu _{2}}
o, utilizzando il numero totale di moli del sistema {\displaystyle N_{1}+N_{2}}, sostituendo nella definizione di coefficiente di attività {\displaystyle \gamma \ } e usando la relazione {\displaystyle x_{1}+x_{2}=1}, dove {\displaystyle x_{1}} e {\displaystyle x_{2}} sono le concentrazioni delle due specie chimiche, si ottiene:
{\displaystyle x_{1}\left.{\frac {\mathrm {d} \ln \gamma _{1}}{\mathrm {d} x_{1}}}\right|_{p,T}=x_{2}\left.{\frac {\mathrm {d} \ln \gamma _{2}}{\mathrm {d} x_{2}}}\right|_{p,T}}
Quest'equazione contribuisce al calcolo della coerenza termodinamica e ad espressioni più accurate per la pressione di vapore di una miscela di fluidi partendo da un limitato numero di dati sperimentali.